# T.A.F.K.A.A.Z. :D
T.A.F.K.A.A.Z. :D (Abkürzung für The Album formerly known as Amok Zahltag :D) ist das erste Album des deutschen Rappers Kaas. Es wurde größtenteils vom Hip-Hop-Musiker Tua produziert. T.A.F.K.A.A.Z. :D erschien am 22. Mai 2009 über das Stuttgarter Label Chimperator Productions und stieg auf Position 100 in die deutschen Albumcharts ein. In den Medien kontrovers diskutiert wurde das vorab veröffentlichte Musikvideo Amokzahltag wegen seiner Darstellung eines fiktiven Amoklaufs kurz vor dem Amoklauf von Winnenden.

## Entstehung und Veröffentlichung
Lukas Michalczyk, so der bürgerliche Name von Kaas, nahm über mehrere Jahre zunächst eine große Anzahl von Stücken in den Bassquiat Studios in Reutlingen auf. Geprägt von seinen Erfahrungen als Außenseiter mit Depressionen entstanden vor allem Lieder, die ein pessimistisches Lebensgefühl vermitteln. 2007 kam es zu einem Einschnitt in der Biografie des Musikers, der, laut Kaas, durch ein „religiöses“ oder „spirituelles“ Erlebnis verursacht worden war: „Wenn du dieses Erlebnis beschreibst, dann sperrst du es schon ein – du kannst es im Endeffekt gar nicht in Worte fassen. Es ist etwas unaussprechliches. […] In diesem Moment wurde mir auf einen Schlag klar, dass es einen Gott gibt, dass es diese unerklärliche Sache gibt, die das Leben wunderschön macht.“ In einem Interview erklärte Kaas, zu dieser Zeit das Glück für sich gefunden zu haben und dass er seitdem unter anderem auf Alkoholkonsum verzichte. Der Lebenswandel des Rappers spiegelte sich daraufhin auch in seinen weiteren Aufnahmen wider, die von positiven Themen, vor allem Liebe, geprägt sind. Kaas projizierte seinen Lebenslauf auf das Konzept seines Albums. Um seinen persönlichen Wandel zu verdeutlichen, beginnt das Album mit älteren Liedern, die noch von einer misanthropischen Grundhaltung geprägt sind. Im weiteren Verlauf wechselt die Stimmung und positive Themen rücken in den Mittelpunkt.
Die Veröffentlichung des Albums wurde im Januar 2009 für den 13. März 2009 angekündigt. Es sollte unter dem Titel Amokzahltag :D veröffentlicht werden. Nach der Herstellung der ersten Auflage des Albums musste diese aufgrund eines Produktionsfehler eingestampft werden. Das Master war an zwei Stellen gesprungen, was beim Abhören nicht aufgefallen war. Dies hatte zur Folge, dass sämtliche Alben der ersten Auflage an zwei Stellen gesprungen sind. Die Alben mussten neu hergestellt werden, sodass das Veröffentlichungsdatum für Amokzahltag :D auf den 20. März 2009 verschoben wurde.
Das erste Musikvideo wurde für das Lied Amok Zahltag gedreht. In diesem beschreibt Kaas einen Amoklauf aus Sicht des Täters und geht dabei auch auf dessen Beweggründe ein. Inhaltlich lehnt es sich damit auch an die Jugendzeit des Musikers an. Für die visuelle Umsetzung des Themas wurde auf Szenen des Films Amok von Peter Lenkeit der Lazi-Akademie Esslingen zurückgegriffen. Zu Beginn des Videos wird ein Zitat von Kaas eingeblendet, das die Intention des Musikers wiedergibt: „Ich möchte mit diesem Song Menschen dazu inspirieren, ihre Aggressionen in Kunst zu verwandeln, indem sie Bücher schreiben, Bilder malen oder auch Musikstücke über ihre Gefühle komponieren. Ich möchte mit diesem Lied darauf aufmerksam machen, dass der Grund für diese Amokläufe der Mangel an Nächstenliebe in unserer Gesellschaft ist.“ Des Weiteren fordert der Rapper, dass man vor allem den Außenseitern „mit gütiger Liebe“ entgegentritt. Im Anschluss an die Texttafel wird ein Hinweis für den Konsumenten gezeigt, der vor den gewalttätigen Szenen des Videos warnt. Der Musiksender MTV weigerte sich den Clip aufgrund von „explizit dargestellten Gewaltszenen“ auszustrahlen und verwies dabei auch auf die Gefahr der Nachahmung, sodass das Video ausschließlich auf der Homepage des Labels und einigen Videoportalen zu sehen war.
Nachdem am 11. März 2009 beim Amoklauf von Winnenden fünfzehn Menschen von einem Schüler erschossen wurden, machten die Medien Kaas’ Video zum Bestandteil der öffentlichen Aufarbeitung der Tat. So wurde der Amoklauf in der Sendung Hart aber fair besprochen und in diesem Zusammenhang auch ein Ausschnitt des Videos Amok Zahltag präsentiert. Wolfgang Bosbach, damals Stellvertretender Vorsitzender der CDU/CSU-Bundestagsfraktion, äußerte sich zu der Einspielung des Titels: „Das ist gewaltverherrlichend, das ist schwer jugendgefährdend. So etwas gehört nicht ins Netz, leider lässt sich da aber aller Dreck dieser Erde finden. Die Politik darf davor nicht die Augen verschließen, damit so etwas nicht rund um den Globus geht.“ Das Magazin Stern befasste sich mit der medialen Berichterstattung um den Amoklauf und Redakteurin Sophie Albers erklärte, Kaas werde „gerade zum Symbol einer Verständniskluft […], die es doch so dringend zu überwinden gilt, um die nächste Tragödie zu verhindern.“ Albers kritisierte, dass die Diskussionsteilnehmer von Hart aber fair und anderen Sendungen nicht auf den zu Beginn des Videos gezeigten Warnhinweis und die von Kaas geschilderten Beweggründe eines Amokläufers eingingen, sondern lediglich die Beschreibung der Tat wahrnehmen. In der Kultursendung ttt – titel, thesen, temperamente gingen die Redakteure Thorsten Mack und Sophia Naim auf die Thematisierung von Amokläufen in der Hip-Hop-Musik im Allgemeinen und Kaas’ Titel im Speziellen ein. Aus ihrer Sicht seien Lieder wie Amok Zahltag ein „Seismograph für Frust und Aggression“. Dieter Moor forderte in seiner Moderation, dass Rapper verantwortungsvoller handeln und sich von den „Negativ-Helden“ in ihren Liedern als Identifikationsfiguren distanzieren sollten.
Durch die Geschehnisse in Winnenden sah sich Chimperator Productions dazu veranlasst, das Video zu Amok Zahltag aus den verschiedenen Internet-Plattformen zu entfernen und Kaas’ Album zunächst nicht zu veröffentlichen. Aus Sicht von Sophie Albers zeige das Label damit mehr „Pietät und Mitgefühl […] als die meisten Meinungsmultiplikatoren der Republik.“ Nachdem Chimperator Productions im Anschluss an den Amoklauf eine Pressemeldung veröffentlicht hatte, äußerte sich Kaas selbst erstmals Ende März gegenüber der Süddeutschen Zeitung. Er sehe kein Problem darin, dass Medien das Video kritisierten, äußerte jedoch sein Missfallen über die, aus seiner Sicht, einseitige und unvollständige Berichterstattung.
Kaas’ Album erschien am 22. Mai 2009 unter dem Titel The Album formerly known as Amok Zahltag :D. Bei der Neupressung des Albums waren das Intro und Amok Zahltag durch Lovemovement Anthem und Amok Nachtrag ersetzt worden. Die 3000 Cover der ersten Auflage, welche man nicht neu drucken ließ, wurden von Kaas selbst individuell umgestaltet. Dabei beschriftete Kaas manuell die Titelliste um und überlegte sich für jedes Front-Cover einen eigenen Album-Titel. In einer weiteren Auflage, die nach dem Verkauf der ersten 3000 Exemplare gepresst worden war, wurden der neue Titel T.A.F.K.A.A.Z. :D und die Titelliste gedruckt. Die Nachpressungen umfassten 8.000 CDs.
Anfang August 2009 erklärte die Staatsanwaltschaft Tübingen, die sich nach dem Amoklauf von Winnenden mit Kaas’ Video befasst hatte, dass der Clip „nicht eindeutig gewaltverherrlichend“ sei. Das Video sei durch die Kunstfreiheit geschützt, da der Rapper „Gewalt nicht als Lösungsmittel“ zeige. Ein Sprecher der Staatsanwaltschaft äußerte, man könne zwar auf die Idee kommen, dass das Video Gewalt verharmlose, dies sei aber nur eine Interpretation.

## Titelliste
1. Lovemovement Anthem – 2:51
2. Amok Nachtrag – 3:58

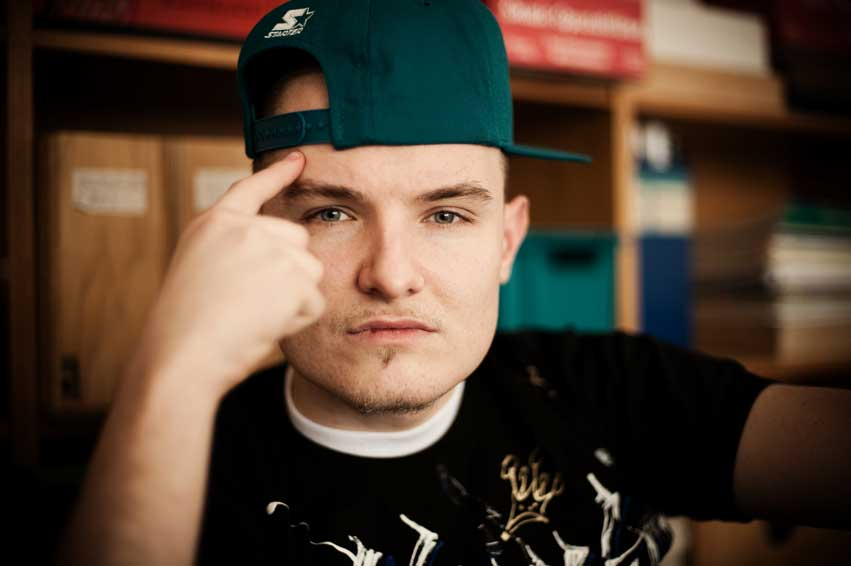
Rapper Kaas

3. Strassenrap ist sexuell erregt dank Kool Savas – 3:04
4. Über Sie/An Dich (feat. Vasee) – 5:02
5. Nichtsnutz 09 – 5:23
6. Der beste Tag meines Lebens bis jetzt – 2:53
7. Das große Fest – 3:10
8. Märchenwald – 3:53
9. Sam Cooke und so – 3:57
10. Haruki – 4:12
11. Für Uwe – 4:05
12. Wunderschöne Welt – 4:14
13. Geister der Liebe (Bonustitel) – 4:06

## Inhalt

### Texte
Das zentrale Thema von T.A.F.K.A.A.Z. :D ist Liebe – wie sie sich anfühlt und was sie bedeutet. Auch die Phantasie nimmt eine große Rolle in den Texten des Rappers ein. Stilistisch sind einige Lieder in der Rap-Form des Storytelling geschrieben. Diese befassen sich vor allem mit dem Verlust von Menschen. Kaas gibt an, kindliche Geschichten zu schreiben, die jedoch ernst genommen werden sollen. Aus seiner Sicht erschließe sich der Sinn seiner Texte erst dann für den Hörer, wenn dieser die Logik ausblende. Er erzähle Geschichten, „die Kafka erzählt hätte, wenn er glücklich gewesen wäre.“
Im einleitenden Lied Lovemovement Anthem charakterisiert Kaas das Gefühl der Liebe. Die Strophen stellen Auflistungen der Eigenschaften von Liebe dar. Diese wird unter anderem als „geduldig“, „nicht verbissen“, „freundlich“ und „nicht nachtragend“ beschrieben. Die Bedeutung der Liebe wird im Refrain hervorgehoben: „Die Welt braucht süße Liebe in Herz und Bauch. Liebe ist so schön, findest du auch? Die Welt braucht süße Liebe in Herz und Bauch. Nimm deinen Lieblingsmenschen in den Arm und drücke fest drauf.“ Zum Abschluss des Stücks trägt Kaas Auszüge aus dem 1. Brief des Paulus an die Korinther vor. Auch in diesem als Das Hohelied der Liebe bekannten Textauszug wird eine Charakterisierung der Liebe vorgenommen.
Amok Nachtrag ersetzt das Lied Amok Zahltag der ursprünglichen Album-Version. Es thematisiert die mediale Berichterstattung zu Amok Zahltag und dient der Rechtfertigung des Rappers. Zu Beginn des Stücks wird eine Anmoderation des Fernsehmoderators Frank Plasberg aus der Sendung hart aber fair eingespielt. Darin kündigt Plasberg, im Rahmen der Diskussion zum Amoklauf von Winnenden, den Clip zu Amok Zahltag an. Im Text gibt Kaas seine Meinung wieder, dass die Gründe für einen Amoklauf tiefgreifend sind und sich nicht auf Computerspiele wie Counter-Strike oder der Musik von Marilyn Manson reduzieren lassen können. In der medialen Berichterstattung wurde der Rapper aus seiner Sicht in die Rolle des Verursachers gerückt („Sie machten Kaas zum Marilyn Manson“). Ein weiterer von Kaas angesprochener Kritikpunkt ist die Unterschlagung seiner „Liebesbotschaft“, ein einleitender Texthinweis im Video zu Amok Zahltag, in dem an die Nächstenliebe des Lesers appelliert wird, um derartige Gewalt zu verhindern. Als Gründe für Amokläufe jugendlicher Menschen benennt Kaas in der zweiten Strophe fehlende Wertevermittlung und das materialistische Streben, dass etwa durch Werbung erzeugt wird („Es ist leicht in einer Gesellschaft, die dich lehrt, dass du nervst, wenn du nicht die tollen Schuhe trägst und das teure Auto fährst. Die dir sagt, dass dich niemand fickt, wenn du Pickel hast: ‚Hier kauf’ das Akne-Mittel, dem du dann dein Glück verdankst!‘“). In der dritten Strophe rechtfertigt sich Kaas für die Albumänderung, die er aus Rücksicht gegenüber den Betroffenen vorgenommen hat. Zum Abschluss des Lieds schildert Kaas zusammengefasst seine Intention bei der Thematisierung von Amokläufen: „Ich wollte niemanden kränken, ich wollte aufrütteln und Hoffnung bringen für die Gemobbten in den Klassenzimmern drin. Macht eure Tragödie zum Triumph, macht euren Schmerz zu anerkannter, gut bezahlter Kunst. Vergibt denen, die euch schlecht behandeln und euer Leben wird sich von der Hölle zum Himmel wandeln.“
Zwei Titel nehmen Bezug auf den Rapper Kool Savas. Diese sind Strassenrap ist sexuell erregt dank Kool Savas, in welchem Savas die letzten Zeilen des Stücks beiträgt, und Der beste Tag meines Lebens bis jetzt. Hintergrund dessen ist, dass das Album zunächst über Savas’ Label Optik Records veröffentlicht werden sollte und dass Kaas den Einfluss von Kool Savas für den deutschen Hip-Hop hervorheben wollte. Strassenrap ist sexuell erregt dank Kool Savas handelt von einer vom Südpol ausgehenden Reise Kaas’, die ihn durch Afrika, Italien und die Schweiz führt und in Berlin endet. Er berichtet, neue Werte für Deutschrap, wie Respekt gegenüber Frauen und sich selbst, im „Gepäck“ zu haben. An seinem Zielort Berlin verabreicht Kaas „Deutschrap die Medizin, die da Liebe heißt.“ Im Refrain stellt Kaas heraus, für eine neue Stilrichtung innerhalb des Genres des deutschen Raps zu stehen: „Straßenrap ist geil, aber langsam lahm. Wer macht etwas Neues? Ich hab keinen Plan. Stellt euch vor, ein neuer Rapper kommt und verändert Deutschrap wie Savas. Kein Problem Jungs, ich mach’ das. Mein Name ist…Kaas.“
Der beste Tag meines Lebens bis jetzt stellt einen Verweis auf das Album Der beste Tag meines Lebens dar, das 2002 von Kool Savas veröffentlicht wurde. Die Idee zu dem Zusatz „Bis jetzt“ ist aus einem Witz aus dem Simpsons-Film entstanden. Der beste Tag meines Lebens bis jetzt beschreibt den Wechsel von negativen Gefühlen zu einem positiveren Leben. So thematisiert das lyrische Ich, wie es nach einer sorgenvollen Nacht, in der es von Zukunftsängsten belastet wurde, die negativen Gefühle abschüttelt, „die Kräfte zurückkehren“ und es fröhlich den vielleicht besten Tag seines bisherigen Lebens beginnt. Im Hintergrund des Refrains ist Kool Savas auch zu hören.
Im Stück Über Sie/An Dich verarbeitet Kaas eine vergangene Beziehung. Er berichtet wie er eine Frau kennenlernte, die jemanden benötigte, dem sie ihre Probleme anvertrauen konnte. Da er selber zu dieser Zeit unter Frustration litt, ging er eine Beziehung mit ihr ein. Im weiteren Verlauf berichtet Kaas, wie ihm klar wurde, dass er lediglich aus Mitleid mit der Frau zusammen war. Als er sich dazu entscheiden konnte, ihr die Trennung bekannt zu geben, erklärte sie ihm, schwanger zu sein. Dies führte dazu, dass er vorerst zu der Frau stehen wollte („Kaas überleg’ was du jetzt machst. Ich entschied mich zu bleiben, sie weiterhin zu belügen, neun Monate schaff’ ich auch noch, ich hatte schon zwölf zum Üben. Und immerhin ist es mein Baby, was da in ihr wächst. Hätt’ ich gewusst, was passiert, wär’ ich längst schon weg.“). Kaas beschreibt in der zweiten Strophe wie er sich von ihr entfernte, während sie schlecht über ihn redete und auf eine Fortführung der Beziehung hoffte. Sie fällte schließlich die Entscheidung, das Kind abzutreiben, was Kaas schockierte („Ich hab’ niemals gesagt, treib’s Baby ab! Du wolltest es doch, du hast gesagt ‚du hast verloren‘ und hinter meinem Rücken entsorgt.“) und zu seiner vollständigen Abkehr von ihr führte.
In Nichtsnutz 09 schildert das lyrische Ich seine Unzufriedenheit mit seinem Job. Der Arbeitsplatz geht mit einer geringen Bezahlung einher („Oh, wie ich [die Arbeit] hass’! Und vor allem kriege ich da genauso viel wie fürs Nichtstun. Wie nun, soll mich das motivieren meine Pflicht zu tun?“). Darüber hinaus empfindet die erzählende Person großen Hass auf seinen Arbeitgeber, der als arrogant beschrieben wird und, im Gegensatz zu seinen Arbeitern, die im Leben zahlreiche Chancen vertan haben, „seinen Traum lebt“. Das lyrische Ich erklärt, dass es und seine Kollegen gedanklich in ihre eigene Welt flüchten; in seinem Fall handelt es sich dabei um die Hip-Hop-Kultur. In der Hookline sehnt sich der Erzähler nach einem Strand in der Karibik („Ich will hier weg und träume mich ans türkise Meer der Karibik. Fühl’ weißen Sand unter den Füßen, wie warm wär’ die Sonne jetzt im Süden.“). Nichtsnutz 09 stellt eine Hommage an das Lied Nichtsnutz der Band Massive Töne dar. Der Refrain des Mitte der 1990er Jahre auf dem Album Kopfnicker erschienenen Stücks bildet den textlichen Abschluss von Nichtsnutz 09: „Es ist mir aus den Augen abzulesen. Ich frage mich, wohin die Wege führen, die ich gehe. Versteh’ das nicht, ertrag’ es nicht, ich habe nichts. Ich will aus der Dunkelheit ans Tageslicht.“ Im Anschluss an Kaas’ Vortrag sind Ausschnitte eines Interviews zu hören, das der Journalist Jörg Thadeusz im Jahr 2008 mit dem Künstler Markus Lüpertz geführt hat. Lüpertz erklärt darin, sich selbst als „Genie“ zu sehen, was er etwa darauf zurückführt, ein Außenseiter zu sein. Das positive Selbstwertgefühl ist für ihn die Voraussetzung, im Leben „das Beste, Schönste und Größte“ zu erreichen.
In Das große Fest träumt das lyrische Ich von einer Party, die, abgesehen von „Nazipack“, jeder besuchen darf. Der Erzähler stellt die Feier als großes Fest dar, das sich für den Besucher wie die Feierlichkeiten zum Unabhängigkeitstag in Washington oder Karneval in Rio anfühlt. Im Mittelpunkt des Festes steht der Spaß, der auch ohne Drogenkonsum erreicht werden kann („Und man spürt hier im Raum eine Energie voller Liebe und Frieden, auch ohne Ecstasy“).
Das Stück Märchenwald handelt von Kaas’ persönlichem Märchenwald. In diesem sind typische Wesen aus Märchen vorzufinden. So berichtet Kaas von sprechenden Tieren, Schneewittchen, Drachen oder Dornröschen. Bevor Kinder mit der „Angst um [einen] Ausbildungsplatz“ vergiftet werden, haben sie noch Vergnügen an Fabelwesen. Kaas fordert den Zuhörer deshalb auf, ihm in seinen Märchenwald zu folgen. Dort sei es möglich die Wunder, von denen der Hörer träumt, zu verwirklichen.
Sam Cooke und so ist ein Liebeslied, das die Zuneigung des lyrischen Ichs für seine Freundin darstellt. Der Erzähler berichtet, dass er das Leben eines Rappers geführt habe, was mit hohem Alkoholkonsum, Drogen und Sex mit Groupies verbunden war. Obwohl er kein Interesse an einer festen Freundin hatte, verliebte er sich schließlich in ein Mädchen, das im Text nur als „mein Baby“ benannt wird. Die Freundin zeichnet sich aus durch einen guten Musikgeschmack – daher der Titel – und einen positiven Einfluss auf das lyrische Ich.
In Haruki erzählt das lyrische Ich die Geschichte eines ehemaligen Soldaten, der aus seinem Heimatland geflohen ist und mit seiner Tochter zusammenlebt. Sein Leben wird als äußerst beschwerlich geschildert, wobei ihn der Kontakt zu seiner Tochter beglücken kann. Im weiteren Verlauf des Stücks berichtet das lyrische Ich, wie es das Mädchen kennengelernt hat und sofort von ihr eingenommen war. Während eines gemeinsamen Urlaubs klagt das Mädchen über Kopfschmerzen, die sich als ernsthafte Krankheit herausstellen. Der Erzähler stattet ihr noch einige Besuche ab, bevor sie im Krankenhaus stirbt. Der Refrain und die letzten Verse von Haruki stellen die Trauer des Vaters und des Erzählers heraus: „Alles, was wir wollen, ist sie wieder glücklich sehen. Sie wieder tanzen sehen, sie wieder lachen sehen. Doch das geht nicht, noch nicht, hoff’ ich. Ich hoff’, Gott bringt sie zurück zu ihm und zu mir. Heiliger Vater hilf uns!“ Haruki ist eine Hommage an den japanischen Schriftsteller Haruki Murakami, dessen Geschichten in einem märchenähnlichen Stil verfasst sind und sich häufig um den Verlust geliebter Menschen drehen.
Das Lied Für Uwe richtet sich an einen verstorbenen Freund des Künstlers, der im Text direkt angesprochen wird. Eines Tages werde das lyrische Ich nach seinem eigenen Tod den Freund im Himmel wieder sehen. Zum Abschluss des Stücks zitiert Kaas zwei Sätze, die er dem Film American Beauty entnommen hat: „Wenn der Tod dir begegnet, dann ist es als ob Gott dich direkt ansieht. Nur für ’ne Sekunde und wenn du aufpasst, kannst du den Blick erwidern und dann siehst du Schönheit.“
Wunderschöne Welt soll dem Zuhörer die Sicht des lyrischen Ichs auf die Natur und das Leben vermitteln. Es schildert dabei Aspekte der Natur wie die Sterne und das Meer, Freiheit sowie Freundschaft und Liebe als wunderschön. Zudem appelliert es an den Hörer, sein Verhalten zu ändern und durch Liebe, Mut und Toleranz die negativen Facetten der Welt zu verbessern.
Das abschließende Bonuslied Geister der Liebe handelt von übernatürlichen, unsichtbaren Wesen, die den Zuhörer beschützen. Die Geister bringen zudem unter anderem Liebe, Hoffnung, Gesundheit, Wohlstand und, nach einem glücklichen, langen Leben, schließlich den Tod. In der Hookline wird geschildert wie sich die Geister beim Gläserrücken bemerkbar machen: „Leg deine Finger auf das Glas, es bewegt sich von allein. Zuerst geht es auf das L, danach auf das I, das E, das B, das E. Es sind die Geister der Liebe!“ Das Album schließt mit den von Kaas gesprochenen Worten ab: „Und als alles vorbei war, hielten der König und sein Gefolge sich vor Lachen die Bäuche.“

### Musik und Gesang
Kaas verwendet für den Vortrag seiner Texte vor allem Sprechgesang, der als melodischer Rap angelegt ist. In den Refrains einiger Lieder, wie etwa Nichtsnutz 09, Wunderschöne Welt und Lovemovement Anthem, nutzt Kaas auch melodischen Gesang, der sich mit den gerappten Strophen abwechselt. Der Titel Sam Cooke und so kann hervorgehoben werden, da der Musiker auf diesem Stück ausschließlich singt, sodass dieses Lied eher als Schlager-Ballade denn als reines Hip-Hop-Stück zu bezeichnen ist. Zur Manipulation der Stimme des Rappers kam in einigen Fällen die Vocoder-Technik zum Einsatz, wie im Lied Das große Fest, für das einige Zeilen so verzerrt wurden, dass sich eine roboterähnliche Stimme ergibt. Die Stimmaufnahmen des Stücks Für Uwe wurden zudem mit dem Programm Antares Auto-Tune bearbeitet. Dieses dient zur automatischen Tonhöhenkorrektur, was ähnlich wie beim Einsatz des Vocoders zu einem unnatürlichen Klang der Stimme führt. 
Kaas trägt seine Texte über Hip-Hop-Beats vor, die ohne Live-Instrumente eingespielt wurden. An den Beats und Melodien der Lieder arbeitete vor allem der Reutlinger Musiker Tua. Tua ist bei den Produktionen seiner eigenen Alben für melancholische Melodien bekannt und erstellte für Kaas’ Album Beats, die eine fröhliche Stimmung vermitteln und damit an die positiven Themen des Rappers angepasst sind. So war Tua für die musikalische Untermalung von Lovemovement Anthem, Über Sie/An Dich, Der beste Tag meines Lebens bis jetzt, Das große Fest, Märchenwald, Sam Cooke und so, Für Uwe und Wunderschöne Welt verantwortlich. Des Weiteren wurden Strassenrap ist sexuell erregt dank Kool Savas, Nichtsnutz 09 und Haruki sowie, gemeinsam mit Tua, Über Sie/An Dich von Christyle produziert. Der Sänger Vasee war zudem an der Entstehung des Lieds Amok Nachtrag beteiligt. Beat und Melodie des Bonustitels Geister der Liebe wurden von Niko Papadopoulos produziert. Für Der beste Tag meines Lebens bis jetzt wurde das Lied Running Up That Hill der Sängerin Kate Bush gesamplet; auch das im Hip-Hop häufig genutzte Stilmittel des Scratchens kommt in dem Song zum Einsatz. Tua übernahm im Anschluss an die Aufnahmen auch die Abmischung des Albums. Nach Abschluss der Produktion erfolgte die Audionachbearbeitung, das sogenannte Mastering, durch Jens Baumgart im Stutt i/O TonStudio.

## Gestaltung

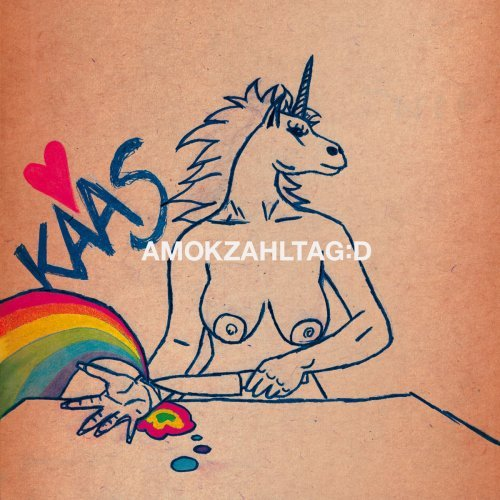
Cover der ursprünglichen Version des Albums Amokzahltag :D

Das Cover wurde von Kaas gemeinsam mit Daniel W. gestaltet. Auf diesem ist der Oberkörper einer Frau, die den Kopf eines Einhorns hat, dargestellt. Mit einem Messer schneidet sich die Figur die Pulsader der rechten Hand auf. Aus der Wunde dringt Blut aus, das in Regenbogenfarben gemalt ist. Der Rapper wollte mit dem Cover zeigen, dass „etwas Gutes aus etwas Schlechtem entsteht“, womit das Konzept des Albums auch auf die äußere Darstellung übertragen wird. Kaas nutzt das Fabeltier Einhorn für sein Logo. Im Booklet von T.A.F.K.A.A.Z. :D wird die Bedeutung des Tieres hervorgehoben:

„Das Einhorn gilt hauptsächlich als Symbol der weißen, hellen Magie. Sein Charakter gilt als weise, gütig, liebenswert und rein und seine Taten sind allzeit edel und wohl bedacht. Es stellt sich dem Schlechten stets mit Sanftmut und Weißheit entgegen. Daher gilt er auch als Symbol für die Kraft des eigenen Körpers, die Weisheit des Geistes, die Liebe und Güte des Herzens.“

Kaas’ Ambition sei es, mit seiner Musik ein positives Gefühl beim Zuhörer zu erzeugen sowie den Menschen eine positive Botschaft zu vermitteln und sie zu inspirieren, sich mit ihrer Fantasie auseinanderzusetzen. Für diese Ziele sei das Einhorn das beste Symbol. Zudem sieht er sich als Michael Ende des Raps, der ebenfalls das Einhorn für sein Logo nutzte.

## Vermarktung

### Videos
Zu vier Stücken des Albums entstanden Videos. Von der ursprünglichen Version des Albums wurde zunächst das Lied Amok Zahltag als Video umgesetzt. Für dieses wurde das Thema Amoklauf visuell umgesetzt, etwa durch die Verwendung einiger Ausschnitte aus dem Diplom-Abschlussfilm Amok von Peter Lenkeit. Nach dem realen Amoklauf in Winnenden wurde das Video von Chimperator Productions aus dem Internet entfernt. Auch von Redakteuren und Betreibern von verschiedenen Videoportalen wurde das Video, auf die Bitte des Stuttgarter Labels hin, gelöscht.
Ein weiteres Video wurde zu Wunderschöne Welt gedreht. Neben Aufnahmen von Kaas sind in diesem auch Ausschnitte aus Zeichentrickfilmen wie Das letzte Einhorn zu sehen. Im September 2009 folgte ein Clip zu Sam Cooke und so. Das Video, in welchem die Mitglieder der Gruppe Die Orsons mitspielen, entstand unter der Regie des Sängers Vasee.
Etwa ein Jahr nach Veröffentlichung von T.A.F.K.A.A.Z. :D wurde mit Nichtsnutz 09 das vierte Lied als Video umgesetzt. Dieses wurde unter der Regie von Zoltan Zem gedreht. Kaas erklärte, dass er bereits bei der Veröffentlichung des Albums ein Video zu Nichtsnutz 09 drehen wollte, da das Stück eine große Bedeutung für ihn habe und eine Seite des Albums widerspiegele, die in der Öffentlichkeit zuvor nicht wahrgenommen worden war.
Neben den regulären Videos zum Album wurde im Rahmen der Reihe Halt die Fresse der Internetseite Aggro.tv ein Clip zu Amok Nachtrag gedreht. Die Aufnahmen entstanden in den Büroräumen des Internet-Shops Stoprocent.

### Exklusive Lieder

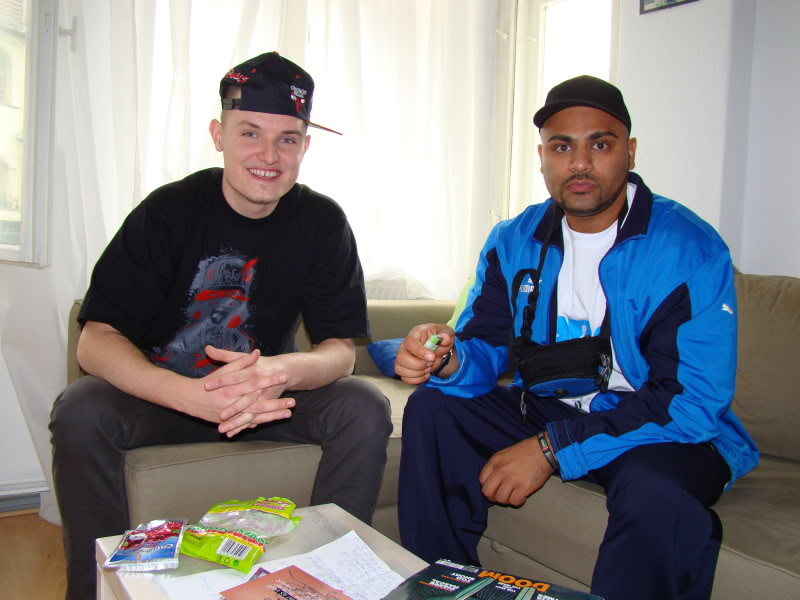
Massiv (rechts) mit Kaas

Kaas stellte 2009 im Zuge der Vermarktung des Albums dem Hip-Hop-Magazin Juice zwei Lieder exklusiv zur Verfügung. Bereits in der März-Ausgabe der Juice war das Stück Streicheleinheiten auf der beigelegten Juice-CD zu finden. Das Lied war von Tua produziert worden und wurde von der Redaktion des Magazins als „Schlagerballade“ bezeichnet. In der Juni-Ausgabe der Juice wurde das Lied Space Invaders als Juice Exclusive! veröffentlicht. Die Produktion des Stücks war von Peerless & The International beigesteuert worden. Anfang Mai 2009 wurde das Stück Oma auf der Schaukel über die Seite Rap.de veröffentlicht. Mit Was kommt dann erschien ein weiterer kostenloser Titel nach der Album-Veröffentlichung auf der Internetseite Hiphop.de.
Mitte Mai 2009 traf sich Kaas mit dem Berliner Rapper Massiv, um mit diesem das Lied Exklusivinterview 09 aufzunehmen. In diesem reagieren die beiden Rapper auf die Kontroversen, die durch ihre Personen in den Medien entstanden sind. Massiv, der durch gewalttätige Übergriffe auf seine Person während zweier Konzerte sowie einem Attentat mit einer Schusswaffe auf ihn in der Presse besprochen worden war, und Kaas, der mit dem Amoklauf von Winnenden in Verbindung gebracht worden war, kritisieren in ihrem gemeinsamen Stück die aus ihrer Sicht unobjektive Berichterstattung des Boulevard-Journalismus. Exklusivinterview 09 wurde von Peerlees & The Internationals produziert und über die Internetseite des Labels Chimperator Productions zur Verfügung gestellt. Der Titel des Liedes bezieht sich auf das Stück Exklusivinterview, das 1999 von den Hip-Hop-Musikern Max Herre und Afrob aufgenommen worden war und thematisch ähnlich ausgerichtet ist.
Am Heiligabend 2010 stellte Chimperator Productions 54 Lieder aus verschiedenen Veröffentlichungen des Labels für drei Tage kostenlos zur Verfügung. Aus T.A.F.K.A.A.Z. :D waren dabei die Stücke Haruki, Nichtsnutz 09 und Über Sie/An Dich vertreten.

### Tournee
Nachdem die Veröffentlichung von Amokzahltag :D durch den Amoklauf von Winnenden vorerst auf unbestimmte Zeit verschoben worden war, dachten die Verantwortlichen des Labels Chimperator Productions zunächst auch über die Absage der geplanten Tournee von Kaas nach. In einer Stellungnahme erklärte das Label, dass es sich für die Durchführung der Tournee entschieden habe, da es nach den Ereignissen von Winnenden wichtig sei, sich nicht zu verstecken. Kaas’ Musik, die positiv sei und dem Zuhörer Hoffnung bringen könne, solle im Rahmen der Konzerte für sich sprechen. Am 20. März 2009 startete Kaas die Tournee unter dem Titel :D-Tour mit einem Konzert in München. Nach 14 Terminen endete die Tour am 26. April 2009 in Heidenheim; pro Auftritt kamen 200 bis 300 Zuschauer. Bei den Konzerten wurde der Rapper von den Musikern Tua und Kodimey begleitet. Zur Bewerbung der Tournee wurde vorab ein Trailer erstellt.

## Rezeption
Nach der starken medialen Resonanz auf das Video Amokzahltag, erschienen zur eigentlichen Album-Veröffentlichung nur wenige Kritiken, in denen die musikalischen Aspekte beleuchtet werden. Die Rezeption beschränkte sich größtenteils auf Kritiken von Medien, die sich hauptsächlich mit Hip-Hop beschäftigen, sowie einige Musikjournalisten.
T.A.F.K.A.A.Z. :D erhielt von der Redaktion der Internetseite Laut.de drei von fünf möglichen Bewertungspunkten. Dani Fromm umschreibt die Musik in der von ihr verfassten Kritik als „farbenfroher Wahnsinn“. Kaas konstruiere keine komplizierten Reimketten und überzeuge auch nicht durch besonders schnell vorgetragene Texte. Zudem müsse der Zuhörer die „quäkige“ Stimme mögen. Die Botschaft des Musikers bringe jedoch „Erbauung und reichlich frischen Wind“. Zwar überspanne die „mit aller Gewalt positive Sichtweise“ die Schmerzgrenze einiger Zuhörer, führe aber durch konsequente Anwendung tatsächlich zu einer besseren Welt.
In dem deutschen Hip-Hop-Magazin Juice wurde Kaas’ Debütalbum vor der Veröffentlichungsverschiebung und damit auch vor der Abänderung der Lieder und der Umbenennung des Albums von Amokzahltag :D in T.A.F.K.A.A.Z. :D besprochen. In der Kritik werden der Veröffentlichung viereinhalb von möglichen sechs „Kronen“ zugesprochen. Das Album folge der Biografie des Rappers, die „in den Tiefen der Depression beginnt und über ein spirituelles Erweckungserlebnis zu einer komplett gewandelten, durchweg positiven Haltung zu sich selbst, den Menschen und der Welt führt.“ Der Titel Amok Zahltag, in dem Kaas einen Amoklauf aus der Ich-Perspektive schildert, wirke im Vortrag erschreckend nachvollziehbar. Nach weiteren Titeln, die etwa Probleme mit den Bedingungen am Arbeitsplatz und ungewollte Schwangerschaften behandeln, wechsele die Stimmung des Albums ab dem Stück Der beste Tag meines Lebens bis jetzt ins Positive. Zusammenfassend beschreibt der Redakteur der Juice das Album Amokzahltag :D als „musikalisch abwechslungsreich“ und „raptechnisch gelungen.“ Bereits aufgrund der inhaltlichen Tiefe und Ambivalenz sei das Werk hörenswert.
Marco Gaglio verfasste eine Kritik für die Internetseite Rap.de, in der er erklärte, an T.A.F.K.A.A.Z. :D „erhebliche Freude und nicht wirklich viel zu mäkeln“ zu haben. Das Album biete alles, was der Zuhörer von einem Album erwarten könne. Lob spendet Gaglio insbesondere den tiefgründigen Liedern Über Sie/An Dich und Haruki. Dagegen habe Sam Cooke und so „ekelhaft guten Ohrwurmcharakter“, sei aber Geschmackssache. Negative äußerte sich der Redakteur über die kurze Spielzeit.
Laut einer Kritik der Internetseite Meinrap.de stehe Kaas mit seinem thematischen Schwerpunkt Liebe in starkem Kontrast zum Großteil der deutschen Rap-Szene. Das Album habe eine positive Grundstimmung, in die durch die ernsthaften Lieder Nichtsnutz 09, Haruki und Über Sie/An Dich Abwechslung gebracht werde. Für Uwe sei inhaltlich zwar ergreifend, werde jedoch durch die Verwendung der Stimmenverzerrung „stark zur Geschmackssache.“ Freundliche Worte findet der Redakteur für die Beats, die perfekt zu den positiven Botschaften des Rappers passen. Zusammenfassend löse T.A.F.K.A.A.Z. :D bei dem Rezensenten das Gefühl aus, „etwas vollkommen Neuartiges“ gehört zu haben.

## Chartplatzierungen
T.A.F.K.A.A.Z. :D konnte Platz 100 der deutschen Album-Charts erreichen. Nach einer Woche in der Hitparade stieg die Veröffentlichung wieder aus.
| ChartsChartplatzierungen | Höchstplatzierung | Wochen |
| ------------------------ | ----------------- | ------ |
| Deutschland (GfK)        | 100 (1 Wo.)       | 1      |